# Crucified Barbara
Crucified Barbara ist eine weiblich besetzte schwedische Hard-Rock-Band. Sie wurde 1998 in Stockholm gegründet.

## Geschichte
Crucified Barbara begann 1998 als eine Punk-Rock-Band von vier schwedischen Musikerinnen mit den Pseudonymen Ida Evileye (Bass), Klara Force (Gitarre), Nicki Wicked (Schlagzeug) und Joey Nine (Gesang), änderte jedoch innerhalb kurzer Zeit ihren Stil in Heavy Metal. Als erstes Demo erschien nach dem Beitritt der Gitarristin Mia Madcrap (heute Mia Coldheart) Fuck You, Motherfucker sowie im Jahr 2003 ein weiteres Demo.
2003 unterschrieb die Band einen Vertrag mit der GMR Music Group. Kurz danach trat die Sängerin Joey Nine aus der Band aus, Mia Coldheart übernahm auch den Gesang. Ihre erste Single Losing the Game mit einer Cover-Version des Lieds Killed by Death von Motörhead erschien am 8. Dezember 2005 und erreichte Position 8 in den schwedischen Charts. Ihr Debütalbum In Distortion We Trust erschien in Schweden am 19. Januar 2005 und ist heute in mehreren Ländern erhältlich (England, Frankreich, Deutschland, Benelux). Im Sommer 2006 trat die Band auf einer Reihe von Festivals auf, darunter das Sweden Rock, Rock Hard Festival und Masters of Rock und im Herbst begleitete die Band Motörhead in Australien.
2008 nahm die Band erneut Stücke für ein neues Album auf, wobei sie mit Jocke Skog von Clawfinger und den Backyard Babies arbeiteten. Die erste Single des neuen Albums erschien 2008 unter dem Namen Sex Action. Das Album  'Til Death Do Us Party ist seit dem 11. Februar 2009 in Skandinavien und seit dem 27. Februar im restlichen Europa erhältlich. Mit ihrem Lied Heaven or Hell trat die Band beim Melodifestivalen 2010, dem schwedischen Vorentscheid zum Eurovision Song Contest an. Sie erreichten die Andra Chansen-Runde (Zweite Chance) und gewannen das erste Duell. Im zweiten Duell unterlagen sie jedoch Pernilla Wahlgren und schieden vor dem Finale aus.
2010 trat die Gruppe u. a. auf dem Wacken Open Air auf, 2011 auf dem Hellfest (Frankreich) und 2014 auf dem Summer Breeze.
Außerdem wurden noch die Alben "The Midnight Chase" (2012) und "In the Red" (2014) veröffentlicht.
2016 gab die Band bekannt, dass man sich auflöse, weil man keine Lust mehr verspüre, miteinander zu musizieren.
Im Oktober 2024 gab die Band dann ihre Reunion bekannt und plane 2025, zum 20-jährigen Jubiläum ihres Debütalbums, bei verschiedenen Festivals aufzutreten. Der erste Auftritt fand beim "Sweden Rock Festival" im Juni 2025 statt.

## Diskografie

### Alben
| Jahr | Titel                  | Höchstplatzierung, Gesamtwochen, AuszeichnungChartsChartplatzierungen (Jahr, Titel, Platzierungen, Wochen, Auszeichnungen, Anmerkungen) | Anmerkungen |
| Jahr | Titel                  | SE | Anmerkungen |
| ---- | ---------------------- | --- | ----------- |
| 2005 | In Distortion We Trust | SE47 (1 Wo.)SE |             |
| 2009 | Til Death Do Us Party  | SE53 (1 Wo.)SE |             |
| 2012 | The Midnight Chase     | SE51 (1 Wo.)SE |             |
| 2014 | In The Red             | SE—SE |             |

### Singles
| Jahr | Titel                                  | Höchstplatzierung, Gesamtwochen, AuszeichnungChartsChartplatzierungen (Jahr, Titel, Platzierungen, Wochen, Auszeichnungen, Anmerkungen) | Anmerkungen |
| Jahr | Titel                                  | SE | Anmerkungen |
| ---- | -------------------------------------- | --- | ----------- |
| 2004 | Losing the Game In Distortion We Trust | SE8 (1 Wo.)SE |             |
| 2010 | Heaven Or Hell                         | SE31 (3 Wo.)SE |             |

Weitere Singles
- 2005: Rock‘n’Roll Bachelor
- 2006: Play Me Hard
- 2008: Sex Action
- 2009: Jennyfer